# Formel Nippon 2004
Formel Nippon 2004 kördes över 9 omgångar. Richard Lyons blev mästare.

## Delsegrare
| Datum        | Bana   | Vinnare          |
| ------------ | ------ | ---------------- |
| 28 mars      | Suzuka | Takashi Kogure   |
| 2 maj        | Sugo   | Richard Lyons    |
| 6 juni       | Motegi | André Lotterer   |
| 4 juli       | Suzuka | Richard Lyons    |
| 1 augusti    | Sugo   | Satoshi Motoyama |
| 29 augusti   | Mine   | Benoît Tréluyer  |
| 19 september | Sepang | André Lotterer   |
| 24 oktober   | Motegi | Yuji Ide         |
| 7 november   | Suzuka | Benoît Tréluyer  |

## Slutställning
| Plats | Förare             | Poäng |
| ----- | ------------------ | ----- |
| 1     | Richard Lyons      | 33    |
| 2     | André Lotterer     | 33    |
| 3     | Yuji Ide           | 32    |
| 4     | Benoît Tréluyer    | 30    |
| 5     | Juichi Wakisaka    | 23    |
| 6     | Satoshi Motoyama   | 21    |
| 7     | Takashi Kogure     | 17    |
| 8     | Tatsuya Kataoka    | 12    |
| 9     | Naoki Hattori      | 7     |
| 10    | Ryo Michigami      | 7     |
| 11    | Tsugio Matsuda     | 7     |
| 12    | Toshihiro Kaneishi | 5     |
| 13    | Takeshi Tsuchiya   | 4     |
| 14    | Yuji Tachikawa     | 3     |